# Fokker V.8

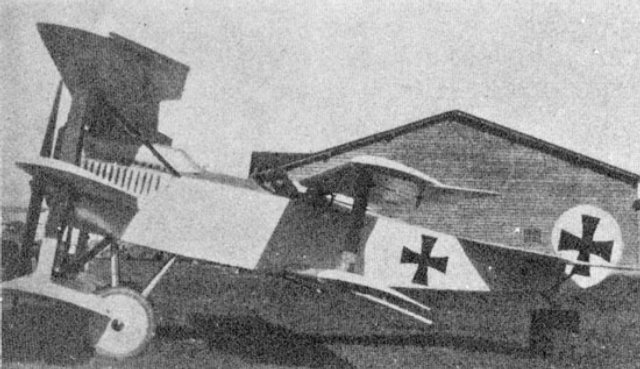
Pětiplošník Fokker V.8

Fokker V.8 byl unikátní a neúspěšný pokus nizozemského výrobce letadel Anthony Fokkera, který během první světové války vyvíjel a vyráběl vojenská letadla pro německou armádu, vyrobit pětiplošné letadlo. Pokusy s ním probíhaly během léta roku 1917. Jednalo se o další vývojovou verzi populárního trojplošníku Fokker Dr.I, která vznikla z předchozí vývojové verze V.6.
Fokkerem navržená konstrukce kombinovala uspořádání trojplošníku v přední části prodlouženého trupu, dvouplošníku přibližně uprostřed a konvenčního ocasu na konci trupu. Stavbu prototypu prosadil i přesto, že ostatní konstruktéři jeho závodu byli proti. Letoun, vybavený motorem Mercedes D.II (120 k) se nikdy nevznesl.